# Council on Tall Buildings and Urban Habitat
Council on Tall Buildings and Urban Habitat  (CTBUH; em português:  Conselho de Edifícios Altos e Habitat Urbano) é um organismo internacional do setor de arranha-céus e design urbano sustentável. Uma organização sem fins lucrativos com sede no Edifício Monroe, na cidade de Chicago, Illinois, Estados Unidos, o CTBUH anuncia o título de "edifício mais alto do mundo" e é amplamente considerado uma autoridade na altura oficial de grandes edifícios. Sua missão declarada é estudar e relatar "todos os aspectos do planejamento, projeto e construção de edifícios altos". O Conselho foi fundado na Universidade Lehigh em 1969 por Lynn S. Beedle, onde permaneceu até outubro de 2003, quando se mudou para o Instituto de Tecnologia de Illinois, em Chicago.